# Robert VII d'Auvergne
Pour les articles homonymes, voir Robert VII et Robert d'Auvergne.
Robert VII d'Auvergne, (vers 1282 - 13 octobre 1325), fils de Robert VI (1250-1314) et de Béatrice de Montgascon, est comte d'Auvergne (1314-1325) et comte de Boulogne (1314-1325), en tant que tel Robert III, succédant dans les deux comtés à son père.

## Biographie
Robert d'Auvergne naît vers 1282. Il est le fils de Robert VI d'Auvergne et de Béatrice de Montgascon.
Il succède à son père comme comte d'Auvergne et comte de Boulogne, en 1314-1325.
Il contracte deux alliances :
Le 25 juin 1303, à Paris, avec Blanche de Bourbon (morte en 1304), dite Blanche de Clermont, fille de Robert de Clermont (1256-1317 ; dernier fils de Saint-Louis), comte de Clermont (en Beauvaisis) et de Béatrice de Bourgogne (1257-1310), dame de Bourbon. De la première union est issu :
- Guillaume XII d'Auvergne (1303-1332), comte d'Auvergne (1325-1332) et comte de Boulogne (1325-1332), père de Jeanne Ire d'Auvergne et de Boulogne (1326-1360), duchesse héritière de Bourgogne par son mariage avec Philippe Monsieur (d'où Philippe de Rouvres, 1346-1361, duc de Bourgogne, comte de Boulogne et d'Auvergne, de Bourgogne et d'Artois), puis reine de France par son mariage avec Jean le Bon.

En secondes noces, en 1312, avec Marie de Termonde (dite aussi de Dampierre), vicomtesse de Châteaudun en partie, fille de Guillaume Ier de Termonde, et d'Alix de Clermont-Nesle, vicomtesse de Châteaudun et dame de Nesle. De la seconde union sont issus :
- Jean Ier d'Auvergne (mort en 1386), comte de Montfort (1351-1361), comte d'Auvergne (1361-1386) et comte de Boulogne (1361-1386), père de Jean II d'Auvergne et de Boulogne (lui-même père de Jeanne II d'Auvergne, 1378-1424, morte sans postérité, femme du duc Jean de Berry), et de Marie de Boulogne femme du vicomte Raymond VIII de Turenne (d'où Antoinette, † 1416, épouse du maréchal Boucicaut : parents de Jean III Le Meingre, † 1415 à Azincourt ?) ;
- Guy d'Auvergne (mort en 1373), dit Guy de Boulogne, archevêque de Lyon, cardinal (1342), mort le 25 novembre 1373 à Lerida ;
- Godefroy d'Auvergne (mort vers 1385), seigneur de Montgascon (Mongacon à Maringues et Luzillat), marié d'abord en 1364 à 1° Marguerite († 1374) (fille de Jean dauphin d'Auvergne, comte de Clermont, et d'Anne de Poitiers) ; puis 2° à Jeanne de Ventadour, dont est issue la comtesse Marie, † 1437, femme de Bertrand IV de La Tour : souche des comtes d'Auvergne et de Boulogne de la Maison de La Tour d'Auvergne jusqu'à Madeleine et sa fille la reine Catherine de Médicis, et aussi ancêtres de Diane de Poitiers ; enfin en 1376 et sans postérité 3° à Blanche de Senlis (fille de Guy II Le Bouteiller de Senlis d'Ermenonville et de Marie de Cherchemont[2], dame de Levroux, aussi femme d'Imbaud du Peschin ; issus d'autres lits que ce 3e mariage de Godefroy, les petits-enfants respectifs de Blanche de Senlis et dudit Godefroy de Montgascon, Jacquette du Peschin et Bertrand V de La Tour-Ier comme comte d'Auvergne, s'uniront et seront parents du comte Bertrand VI-II) ;
- Mathilde d'Auvergne (morte en 1399), dite « Mahaut d'Auvergne » ou « de Boulogne », x juin 1334 Amédée III (v. 1311-1367), comte de Genève[3].